# 2515 Gansu
2515 Gansu este un asteroid din centura principală, descoperit pe 9 octombrie 1964 de Observatorul Zijinshan.